# Escuela de Odio
Escuela de Odio és un grup de hardcore punk amb cançons en castellà i en asturià. Originari de La Felguera, es va formar l'any 1993.
El 2012, i després d'un EP compartit amb Habeas Corpus titulat A Dolor, Escuela de Odio presentà Una democracia manchada de sangre, àlbum musical que coronà els seus 20 anys en actiu i que conté 13 temes de hardcore punk amb les col·laboracions de Roger Miret (Agnostic Front) i Juan (Soziedad Alkoholika).
La majoria de les lletres del grup versen sobre qüestions socials i polítiques (com l'antifeixisme, l'antimilitarisme, l'antiautoritarisme, l'anticapitalisme o l'asturianisme). La realitat social d'Astúries (atur, protestes socials, lluita de classes, pobresa, desindustrialització...) és el tema més freqüent a les lletres.

## Membres
- Pirri: veu

- Jorge: bateríia

- Nafte: guitarra

- Nague: guitarra

- Marqui: guitarra

- Guti: baix

## Discografia
- 1995: La Escuela del Odio (maqueta)
- 1996: La razón del pensamiento (maqueta)
- 1998: El sueño de los que no duermen
- 2000: Cuando los mudos griten, los sordos sentirán el miedo
- 2004: De la esclavitud a las cenizas
- 2008: Quien siembra miseria, recoge la cólera
- 2009: Que nada nos pare (directe)
- 2010: A Dolor (compartit amb Habeas Corpus)
- 2012: Una democracia manchada de sangre
- 2015: Solo nos queda luchar
- 2017: El espiritu de las calles
- 2018: Chile Arde!! (directe a Santiago de Xile, 2016)
- 2018: XXV (recopilatori)[5]
- 2020: ...Y nada más que la verdad